# Le Mans Football Club
Maillots
Actualités
Dernière mise à jour : 5 août 2025.
Le Mans Football Club, abrégé en Le Mans FC, est un club de football français fondé en 1985 et situé au Mans dans la Sarthe.
Le club est créé sous le nom de Le Mans Union Club 72, par la fusion de l'Union sportive du Mans, le club historique de la ville qui végétait en Division 4 onze ans après sa onzième dernière saison en Division 2, avec le Stade olympique du Maine, autre club de la ville au passé plus modeste, mais qui venait en quatre saisons de passer du championnat régional à la Division 3.
Résident du stade Léon-Bollée jusqu'en 2011, Le Mans FC dispute ensuite ses rencontres à domicile au MMArena, première enceinte sportive française à être l'objet d'un naming, rebaptisé « Stade Marie-Marvingt » en 2022. Bien que n'ayant jamais remporté de titre majeur, le club a atteint la demi-finale de la Coupe de la Ligue à trois reprises entre 2006 et 2008, et la demi-finale de la Coupe de France en 1999. Promu pour la première fois en première division en 2003 sous la direction de Thierry Goudet, Le Mans FC totalise six saisons en Ligue 1, mais reste un club historiquement ancré dans le paysage de la Ligue 2.
En 2013, en proie à de graves difficultés financières et relégué sportivement en National, le club est finalement rétrogradé en Division d'honneur par la DNCG. Malgré différents recours, le club ne peut éviter la liquidation judiciaire. Malgré six défaites consécutives en début de saison, Le Mans FC opère un redressement et remporte finalement son championnat, pour intégrer le CFA 2 à l'été 2014. Entre 2017 et 2019, le club connaît trois montées successives et retrouve la Ligue 2. Avant-dernier du championnat lors de l'arrêt des compétitions en mars 2020 en raison de la pandémie de Covid-19, le club sarthois est finalement relégué.
Le club sarthois, évolue en National pour la saison 2024-2025, pour la cinquième saison consécutive, est présidé par Thierry Gomez et entraîné par Patrick Videira. Les Manceaux atteignent les quarts de finale de la coupe de France face au PSG et, à l'issue de leur deuxième place dans le championnat national, ils valident leur montée en Ligue 2 et retrouvent le niveau professionnel en 2025.  

## Histoire

### Le football au Mans avant 1985
Jusqu'en 1985, deux clubs se partagent le premier rôle du football manceau : l'Union sportive du Mans (USM) et le Stade olympique du Maine (SOM). L'USM est un club omnisports fondé en 1889 et dont la section football voit le jour au début du XXe siècle. En 1910, le club se qualifie pour le championnat de France USFSA et atteint les huitièmes de finale où il est sèchement battu par l'US Servannaise. L'USM retrouve le tournoi national à plusieurs reprises les années suivantes, mais ne dépasse pas le tour préliminaire.
L'Union sportive du Mans rejoint le professionnalisme en 1942 et prend part la même année au championnat de la zone occupée duquel il termine au 11e rang sur 16. Lors de la saison 1944-1945, le club termine 10e du groupe Nord sur 12 et est reversé en deuxième division à la reprise des compétitions de paix. Habitué au bas de tableau, le club renonce à son statut professionnel en 1952. L'USM accède une nouvelle fois à la Division 2 en 1970 et se maintient à ce niveau pendant quatre saisons. Relégués en troisième division, le club sombre peu à peu malgré le soutien financier de la municipalité, avant d'être rétrogradé en quatrième division en 1981.
Dans le même temps, le Stade olympique du Maine, soutenu par les Mutuelles du Mans, gravit peu à peu les échelons et progresse jusqu'à la troisième division en 1984, après avoir déjà évolué à ce niveau lors de la saison 1970-1971. Le SOM se classe 11e du groupe Ouest de D3 lors de la saison 1984-1985. Mais l'aide de la compagnie d'assurances atteint ses limites et tout passage en deuxième division paraît impossible. C'est dans ce contexte que sous l'impulsion de Roland Grandier, alors président du SOM, la fusion des deux clubs rivaux devient possible.

### Genèse du club
Le maire du Mans Robert Jarry soutient le projet de fusion et rencontre à plusieurs reprises les présidents des deux clubs. En mai 1985, un sondage est effectué par le quotidien Le Maine libre au sujet du nom que portera le club après la fusion. L'appellation « MUC 72 », pour Le Mans Union Club 72, retient l'attention des lecteurs. Le 7 juin 1985, lors de l'assemblée générale de l'USM, la proposition de fusion est adoptée de justesse : elle obtient 209 suffrages alors qu'il en fallait 200 pour qu'elle soit acceptée. De son côté, le SOM plébiscite la fusion avec 161 voix sur 172.
Dans les faits, les deux clubs n'ont pas fusionné. Les dirigeants se sont entendus pour créer un nouveau club avec des nouvelles couleurs, lequel a démarré en Division 3 sur la place du Stade olympique du Maine. Ce dernier et l'Union sportive du Mans n'ont pas disparu ; les deux clubs ont poursuivi leur histoire sans équipe sénior masculine au travers de leurs équipes féminines et de jeunes[pas clair].
Roland Grandier devient le premier président du club, qui sera entraîné par Bernard Deferrez, l'entraîneur de l'USM. Le MUC 72 évolue en Division 3 (héritage sportif du SOM) et dispute ses matchs au stade Léon-Bollée (apport de l'USM).
Après s'être incliné en ouverture du championnat sur la pelouse de l'équipe réserve du Stade lavallois, le MUC 72 dispute le premier match de son histoire le 31 août 1985 au stade Léon-Bollée face à l'USSC Redon. Les Manceaux s'imposent 3 buts à 0 et Régis Beunardeau devient le premier buteur de l'histoire du club.

### Le Mans UC 72 s'installe en Division 2 (1985-2003)
Pour sa première saison, le MUC 72 se classe 10e du groupe Ouest de D3. L'entraîneur Bernard Deferrez est remplacé par Christian Gourcuff. Sous son impulsion, les sarthois accèdent à la Division 2 en 1988 en terminant à la deuxième place de leur groupe,. Le 14 mai 1988, le match pour la montée au cours duquel les Manceaux s'imposent 3-2 face à l'ES La Rochelle rassemble 6 688 spectateurs au stade Léon-Bollée L'attaquant Pascal Affaire inscrit ce soir là un triplé, lui qui a largement contribué à la montée des siens en D2 en inscrivant 26 buts en championnat.
La première saison du MUC 72 en D2 s'avère désastreuse : les Manceaux terminent derniers de leur groupe avec seulement 5 victoires en 34 matchs et redescendent ainsi en troisième division. Ce passage en D3 n'est que de courte durée puisqu'au cours de la saison 1989-1990, les Sarthois dominent leur championnat. Ils se classent premiers de leur groupe et retrouvent ainsi le deuxième échelon du football français un an seulement après l'avoir quitté. Les Manceaux accèdent donc une nouvelle fois à la D2, qu’ils ne quitteront plus avant l'été 2003.
Lors de la saison 1991-1992, Le Mans manque de peu la montée parmi l'élite. Les Manceaux finissent 3e du groupe B de D2 et se qualifient pour les barrages de la montée, mais ils échouent à l'extérieur face au RC Strasbourg, battus 3 buts à 1. Après avoir frôlé la montée, le MUC 72 frôle la descente lors de la saison 1993-1994. Thierry Froger, ancien joueur du club et responsable de la formation prend les rênes de l'équipe en décembre 1993, et les Sarthois devront attendre la dernière journée et une victoire 1-0 à l'extérieur sur la pelouse du Stade rennais pour sauver leur tête,. La saison suivante, les Manceaux signent une victoire de prestige face à l'Olympique de Marseille lors de la première journée de championnat. Ils s'imposent 3 buts à 2 au Stade Vélodrome grâce à un doublé de Patrick Van Kets et un but d'Émerick Darbelet.
Le club termine à la 6e place du championnat durant 3 saisons consécutives de 1996 à 1998. Le Mans s'inscrit durablement dans le paysage de la Division 2 et certaines figures marquent cette époque, à l'image du gardien Olivier Pédémas ou de Régis Beunardeau, qui intégreront tous les deux le staff technique du club une fois leur carrière de footballeur terminée. Parallèlement, le club voit sortir de bons joueurs de son centre de formation, dont le plus célèbre est l'attaquant ivoirien Didier Drogba.
En 1999, le club réalise une performance significative en atteignant les demi-finales de la coupe de France. Les Sarthois, alors entraînés par Marc Westerloppe, sont éliminés à Sedan en s'inclinant 4-3 après les prolongations,.

### Les deux montées en Ligue 1 (2003-2005)

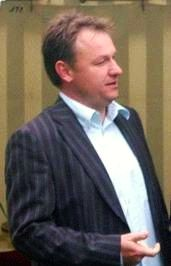
Frédéric Hantz, entraîneur du club de décembre 2004 à juin 2007

Thierry Goudet arrive au club en décembre 2000 pour prendre les rênes de l'équipe première. Sous sa houlette, le club termine quatorzième de D2 en 2001, puis cinquième en 2002. La saison suivante, les Manceaux terminent à la deuxième place du championnat derrière Toulouse. Emmené par un groupe constitué de joueurs formés au club, comme Laurent Bonnart, Frédéric Thomas ou James Fanchone, et de joueurs confirmés tels que Daniel Cousin, Philippe Celdran ou Laurent Peyrelade, le club sarthois obtient sa promotion dans l'élite pour la première fois de son histoire.
Malgré l'apport de joueurs expérimentés comme le norvégien Dan Eggen, le sud-africain Thabang Molefe, les défenseurs Eddy Capron et Yannick Fischer, Le Mans peine à trouver sa place en Ligue 1, et les défaites s'enchaînent en début de saison, dont un revers cinglant à Marseille où les Sarthois s'inclinent 5-0. Il faut attendre la 13e journée pour voir les Manceaux remporter leur première victoire en Ligue 1 face au FC Metz (2-0) grâce à des buts de Peyrelade et Cousin. Thierry Goudet démissionne de son poste d'entraîneur en cours de saison. Son successeur Daniel Jeandupeux ne parvient pas à retourner la situation. Le club termine la saison à la 19e place, à un point du maintien.
Le Mans redescend donc en Ligue 2 pour la saison 2004-2005, avec pour ambition de retrouver l'élite au plus vite, en s'appuyant notamment sur les recrutements du parisien Chiguy Lucau ou du japonais Daisuke Matsui. En début de championnat, les Manceaux sont à la peine et pointent le plus souvent dans la deuxième partie du classement. À la mi-saison, Daniel Jeandupeux prend du recul et devient directeur technique du club. Le président Legarda nomme Frédéric Hantz, l'ancien entraîneur de Brive, au poste d'entraîneur. Plusieurs joueurs sont écartés de l'effectif et l'attaquant ivoirien Georges Ba, qui sera décisif dans la course à la montée, rejoint le club. Le MUC 72 enchaîne les succès et remonte au classement, notamment grâce à une solide défense, puisque le club ne concède que dix buts sur les dix-neuf derniers matchs. Les Sarthois terminent à la 2e place, derrière l'AS Nancy-Lorraine, et sont une nouvelle fois promus en Ligue 1.

### Les années Ligue 1 (2005-2010)

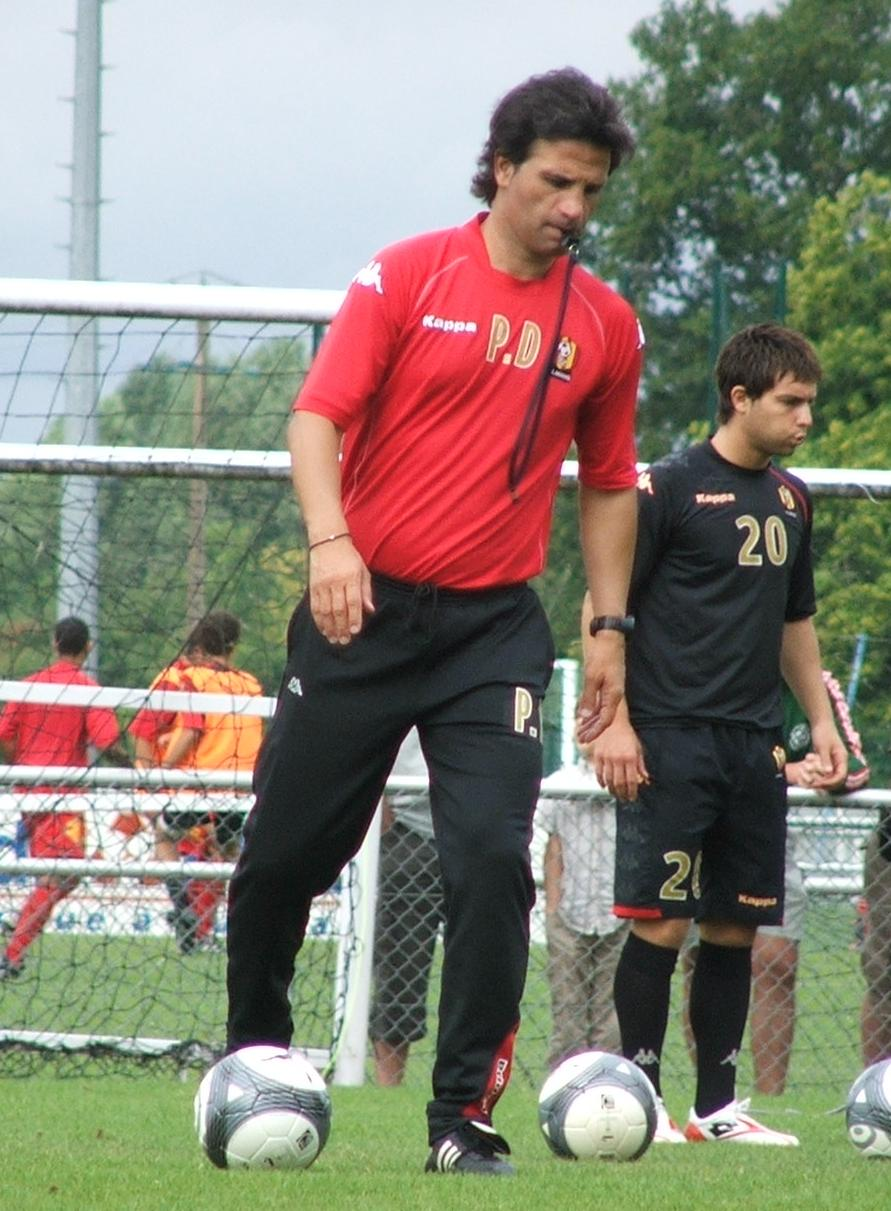
Paulo Duarte à l'entraînement en août 2009

Pendant cette période, les Manceaux vont vivre leurs plus belles années, se maintenant cinq saisons parmi l'élite et participant à trois demi-finales consécutives en Coupe de la Ligue .
Pour son retour en Ligue 1 lors de la saison 2005-2006, le MUC 72 conserve son ossature et se renforce judicieusement avec les signatures de jeunes joueurs comme l'ivoirien Koffi N'Dri Romaric, le monténégrin Marko Baša ou le brésilien Túlio de Melo. Les Sarthois enchaînent les bonnes performances en début de championnat et parviennent même à se hisser à la deuxième place du classement après la septième journée. Le Mans rentre peu à peu dans le rang mais signe quelques succès marquant, comme une victoire 3-0 à domicile face à l'Olympique de Marseille ou une autre sur la pelouse du Parc des Princes face au PSG grâce à un penalty de Cédric Fauré. Le MUC 72 termine la saison au 11e rang pour son retour dans l'élite.
Le club réussit une nouvelle fois à se classer en milieu de tableau en 2006-2007, terminant à la 12e place. En fin de saison, Frédéric Hantz quitte le club et rejoint le FC Sochaux-Montbéliard.
Rudi Garcia, entraîneur de Dijon, est appelé pour le remplacer. Sous sa houlette, le club fait un bon début de championnat, occupant même le fauteuil de leader aux soirs des deuxième et troisième journées. Le Mans réalise sa meilleure saison en Ligue 1, se classant à la 9e place à l'issue du championnat, sans avoir quitté la première moitié du tableau. C'est aussi cette année-là que le MUC 72 vit l'un de ses plus grands matchs. Le club dispute la demi-finale de la Coupe de la Ligue pour la troisième saison consécutive, opposé cette fois-ci au RC Lens. Au terme d'un match épique, ce sont finalement les Lensois qui s'imposent au stade Léon-Bollée et se qualifient pour la finale, sur le score de 5 buts à 4 après les prolongations.

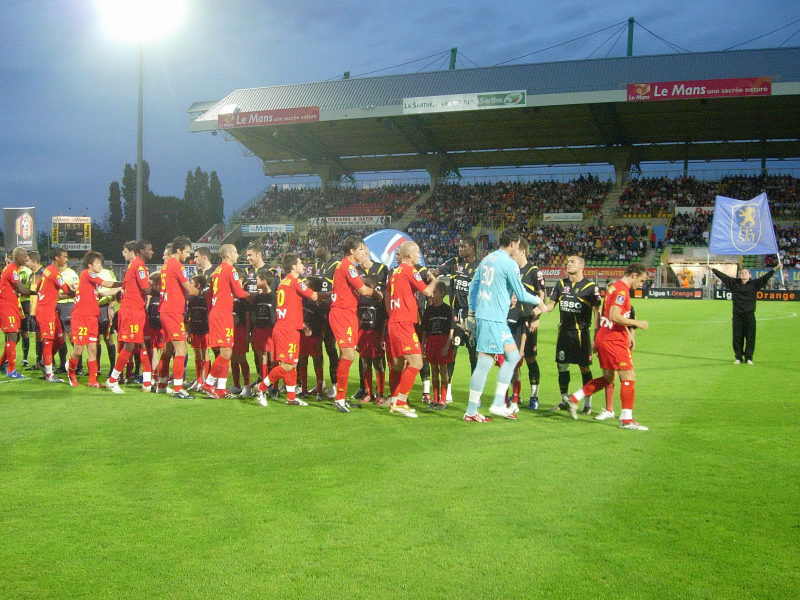
Entrée des joueurs lors du match Le Mans-Sochaux en septembre 2006

Un an seulement après son arrivée, Rudi Garcia quitte le club pour rejoindre Lille. Il est remplacé à la tête de l'équipe première par Yves Bertucci, entraîneur de la réserve mancelle. Malgré le départ de plusieurs titulaires, Le Mans réussit une bonne entame de championnat. Mais le club peine à suivre le rythme et les résultats se dégradent. Après une période hivernale difficile, Yves Bertucci se retire et le Suisse Daniel Jeandupeux, déjà entraîneur du club de février à décembre 2004, prend une nouvelle fois les rênes de l'équipe première. Les Sarthois ne parviennent pas à assurer définitivement leur maintien et en mai, le club connaît son deuxième changement d'entraîneur en une saison. Jeandupeux se retire afin de se consacrer au recrutement. Arnaud Cormier, qui avait mené les jeunes Manceaux à la victoire en Coupe Gambardella en 2004, est nommé au poste d'entraîneur pour les quatre derniers matchs de la saison. Sans remporter le moindre succès, les Sarthois arrachent néanmoins leur maintien en Ligue 1 en terminant à la 16e place du classement.
Le portugais Paulo Duarte, qui occupe également les fonctions de sélectionneur du Burkina Faso, est nommé entraîneur du club pour la saison 2009-2010. Mais devant le manque de résultat de l'équipe, qui n'a obtenu que deux victoires en seize journées de championnat, le technicien portugais est démis de ses fonctions dès le mois de décembre, et remplacé par son adjoint Arnaud Cormier. Malgré ce changement, et le renfort de joueurs comme Olivier Thomert ou Almen Abdi, les résultats ne s'améliorent pas et le club reste englué dans le fond du classement. À l'issue de la saison, Le Mans termine à la 18e place et est relégué en Ligue 2, après cinq années passés à l'échelon le plus élevé du football français.

### Le renouveau du club et l'échec de la remontée (2010-2011)

Le MMArena, devenu Stade Marie-Marvingt, nouvelle enceinte sarthoise, vue du ciel.

La saison 2010-2011 est celle du changement.
L'appellation « MUC 72 » étant considérée comme un frein à la reconnaissance du club par les dirigeants, celui-ci change de nom et devient « LE MANS FC », pour Le Mans Football Club. Ce changement est fait aussi car le SOM s'est détaché du club[réf. nécessaire]. Les dirigeants préparent également l'entrée dans le nouveau stade, le MMArena.
Malgré le départ de certains joueurs, le club conserve une grande partie de ses cadres pour relever le défi de la remontée immédiate. Après une entame timide en championnat, les Manceaux enchaînent les bons résultats et prennent la tête du classement au soir de la 12e journée. Solidement installés sur le podium, les Sarthois font leur entrée au MMArena le 29 janvier 2011 avec la réception de l'AC Ajaccio. Devant un stade comble, Le Mans s'impose 3 buts à 0, grâce à des réalisations de Baal, Poté et Helstad. Par la suite, la machine mancelle s'enraye et avec une seule victoire en dix matchs entre février et mai, les Manceaux quittent le podium. Malgré une nouvelle série de quatre victoires consécutives, une défaite à Vannes lors de l'avant-dernière journée scelle presque définitivement le sort des Manceaux. Le succès face à Nantes pour la dernière journée de championnat au MMArena, au cours de laquelle le club fête ses 25 ans d'existence, ne change rien : Le Mans reste en Ligue 2. Tout l'espoir misé par le club de remonter en Ligue 1 s’effondre, c'est ainsi que commence la décadence financière du club sarthois, après le lourd investissement du nouveau stade.

### Naufrage sportif et liquidation judiciaire (2011-2013)
Après l'échec de la remontée, Le Mans FC doit se séparer de nombreux joueurs, sa masse salariale étant une nouvelle fois encadrée par la DNCG. Les départs d'Helstad, Corchia ou Lamah pèsent lourd dans les résultats du club sarthois, qui pointe à la dernière place du classement après avoir démarré le championnat par trois défaites consécutives. En décembre, l'entraîneur Arnaud Cormier est remplacé par Denis Zanko, qui occupait jusque-là les fonctions de directeur du centre de formation et d'entraîneur de l'équipe réserve du Mans FC. Sous sa houlette, les Sarthois réalisent une bonne seconde partie de saison et assurent leur maintien en terminant à la 17e place du championnat.
Les difficultés se poursuivent pour les Manceaux. Le 11 juillet 2012, la commission d'appel de la DNCG décide de la rétrogradation du club en National. À la suite de cette décision, le président Henri Legarda décide de faire appel auprès du CNOSF, ce que ce dernier accepte au vu des efforts financiers effectués par les actionnaires du club et la municipalité de la ville du Mans. Le 25 juillet 2012, après un nouvel examen du dossier, la commission d'appel de la DNCG décide de lever la rétrogradation administrative. Le Mans FC est officiellement maintenu en Ligue 2 pour la saison 2012-2013, à seulement deux jours de la reprise du championnat. Afin de renforcer l'équipe, plusieurs jeunes joueurs issus du centre de formation intègrent le groupe professionnel, qui enregistre également l'arrivée du gardien stéphanois Jérémie Janot, ainsi que les prêts d'Amara Baby et de Jean-Eudes Maurice.
La situation financière s'aggrave : le club, accusant un déficit de 7,5 millions d'euros en décembre 2012, se retrouve quasiment en cessation de paiement. En février 2013, Henri Legarda annonce via un communiqué que des offres de reprise et de recapitalisation du club seront étudiées avant le passage devant la DNCG à la fin du mois. À la suite de cette audition la DNCG laisse au club un délai jusqu’à la fin de saison pour mener à bien sa recapitalisation. Début mars 2013, Henri Legarda informe ses joueurs et ses salariés qu’en l’état actuel des choses, il ne peut pas payer leurs salaires pour le mois de février, soit environ 500 000 €. Dos au mur, il annonce le 27 mars 2013 qu'il accepte de laisser la présidence du club en cédant la totalité de ses parts pour un euro symbolique à un groupe de repreneurs, représentés par l'homme d'affaires Claude Hervé.
Le 24 avril 2013, quelques jours après une sévère défaite à Guingamp sur le score de 6-1 et alors que les manceaux sont relégables, le président Henri Legarda annonce que les rênes de l'équipe première sont confiées à Régis Beunardeau, figure historique du club et directeur du centre de formation ainsi que de l'équipe réserve. À ce stade de la saison, il ne reste que cinq matchs aux sarthois pour tenter de sauver leur place en Ligue 2, alors qu'ils comptent deux points de retard sur le premier non-relégable. Le 24 mai, lors de la dernière journée du championnat, le club est relégué en National et ce, malgré leur victoire (2-1) contre le RC Lens, les Manceaux terminent à deux points du premier non relégable le Stade lavallois.
Rétrogradé dans un premier temps en CFA par la DNCG, le club est finalement relégué en Division d'honneur, le 9 juillet 2013, en raison de ses graves difficultés financières,. Le 7 août, le comité national olympique et sportif français propose à la Fédération française de football le réintégration du club en CFA, ce qu'elle accepte. Souhaitant sauver le statut professionnel du club, le président Legarda décide de saisir le tribunal administratif de Nantes pour demander le retour du club en National.
Le 6 septembre 2013, la DNCG qui avait initialement rétrogradé Le Mans en Division d'honneur (6e div.), décide finalement d'intégrer le club en Championnat de France amateur (CFA). Mais le 27 septembre 2013, le tribunal administratif de Nantes rejette le recours en urgence déposé trois jours plus tôt par le club sarthois, qui ne peut dès lors éviter la liquidation judiciaire. La dette du club s'élève alors à 14,4 millions d'euros. La liquidation est prononcée le 15 octobre 2013 par le tribunal de commerce du Mans et concerne à la fois la société anonyme sportive professionnelle (SASP) et la société commerciale Le Mans MCO, qui employaient chacune 30 salariés. Le 23 octobre, la FFF décide de nouveau la relégation du club en Division d’Honneur de la Ligue du Maine.

### Renaissance et remontées successives (2013-2019)
Finalement relégué en Division d'honneur (DH, équivalent de la sixième division), et malgré six défaites lors de l'entame du championnat (dont une sur tapis vert) du fait de la liquidation judiciaire, le club réussit une belle remontée sur la seconde moitié de saison et remporte le championnat lors de la dernière journée à la faveur d'un succès sur la pelouse de l'ES Connerré (1-4). Le Mans FC monte alors en CFA2.
Le 17 juin 2014, Alexandre Clément est nommé entraîneur par le président Jean-Pierre Pasquier en remplacement de Stéphane Guédet. D'anciens joueurs reviennent au club, à l'image du défenseur central Grégory Cerdan. Le club réalise un bon parcours en Coupe de France en se hissant jusqu'en 1/32e de finale. Le 3 janvier 2015, les Manceaux sont éliminés au MMArena par le Tours FC (1-3).
En championnat, malgré une bonne entame, les Manceaux réalisent plusieurs contre-performances à partir de la trêve hivernale. Ils terminent finalement 3e et ne parviennent donc pas à monter en CFA. L'entraîneur, Alexandre Clément, n'est pas reconduit pour la saison 2015-2016, remplacé par Richard Déziré.
Thierry Gomez, ancien président de l'ESTAC, annonce le 4 juillet 2016 son intention de vouloir s'investir dans le projet du Mans FC. Trois jours plus tard, devant le club des Cent Cravates, réunissant des investisseurs sarthois, il fait part de ses premières intentions : son souhait de voir l'équipe faire son retour dans l'élite du football et celui de la voir évoluer de nouveau dans le MMArena. Le 17 octobre 2016, le club se dote d'une nouvelle SASP, société anonyme sportive professionnelle, dont Gomez est nommé président. Le club termine la saison 2016-2017 à la deuxième position du groupe B de CFA 2.
Le club est promu en National 2 pour l'exercice 2017-2018 dans le groupe D, un groupe relevé composé notamment d'un bon nombre de réserves de clubs professionnels et de club ayant une grande expérience de ce niveau comme l'US Saint Malo et l'US Granville. Les Sarthois réalisent un début de championnat sans faute et pointent en tête du championnat après 28 journées. Après un nul contre Limoges, Le Mans FC officialise la montée en championnat de National 1 pour la saison 2018-2019, la deuxième montée d'affilée.
Lors de la saison 2018-2019, malgré une série de résultats négatifs au début du printemps qui voit s'échapper les deux premières places, Le Mans FC termine finalement à la 3e place du championnat au soir d'une victoire 2 buts à 1 contre FC Chambly, se qualifiant ainsi pour le barrage d'accession en Ligue 2, contre le 18e de Ligue 2 2018-2019, le Gazélec Football Club Ajaccio. Lors du match aller, Le Mans FC s'incline 2 buts à 1 au MMArena. Au match retour, au stade Ange-Casanova, les Manceaux s'imposent 2 buts à 0 grâce à un but à la toute dernière minute, et malgré un penalty manqué par les Corses à la 90e minute. Ils retrouvent ainsi la Ligue 2, six ans après leur liquidation judiciaire,.

### Entre National et Ligue 2 (2019-2025)
Victorieux de son barrage de promotion face au Gazélec Ajaccio, le club retrouve le monde professionnel et la deuxième division pour la saison 2019-2020. Des négociations avec la municipalité concernant les subventions ont lieu en juin. La collectivité consacrera 4,23 millions d' euros au club, sur un an, stade compris. L'utilisation du MMArena sera notamment moins chère, à la fois pour le club (500 000 euros de location par an au lieu de 700 000 avant la rétrogradation) et pour la ville (120 000 euros de frais d'activation au lieu de 330 000 la saison précédente).
Les débuts en Ligue 2 sont difficiles, lors des dix premières journées, l'équipe ne connait qu'à deux reprises la victoire pour huit défaites. Elle connait une éclaircie dans ses résultats les dix journées suivantes avec quatre victoires, deux nuls et quatre défaites, remontant notamment à la 15e place au soir de la 19e journée et une victoire 3-0 sur la pelouse du Paris FC. Sans victoire depuis le début de l'année 2020, Richard Déziré est démis de ses fonctions d'entraîneur le 23 février 2020. Le club est alors 19e. Il est remplacé par Stéphane Pichot jusqu'à la nomination de Réginald Ray le 29 février 2020. Le nouveau technicien ne dirige qu'une seule rencontre, à Chambly (28e journée, 2-2), avant que le championnat ne soit stoppé puis définitivement arrêté à cause de la pandémie de Covid-19.
Le classement est gelé à la 28e journée, les Manceaux finissant 19e, ils sont relégués en National. Au terme de la saison, Réginald Ray ne trouve pas d'accord avec le club pour prolonger sa mission, notamment autour d'un aménagement différent des conditions de travail dans le domaine médical et quitte le club le 28 mai. Didier Ollé-Nicolle lui succède, s'engageant pour deux saisons. Lors du mercato estival, Stéphane Diarra est transféré au FC Lorient contre 2,5 millions d'euros. La dernière vente du club était celle de Morgan Sanson en juillet 2013 au Montpellier HSC pour 700 000 euros. Deux semaines plus tard, Enzo Ebosse est transféré à Angers pour 500 000 euros.
L'objectif officiel par le club est la remontée en Ligue 2 à l'issue de la saison 2020-2021. Malgré cinq succès enregistrés lors des sept dernières rencontres de championnat, l'équipe échoue à la 4e place, à 3 points du barragiste, le FC Villefranche Beaujolais. Le 17 mai 2021, le club annonce la fin de sa collaboration avec Ollé-Nicolle. Cris, l'ancien joueur de l'Olympique lyonnais est nommé entraîneur deux semaines plus tard.

### Remontée en Ligue 2 (2025-)
Le 16 mai 2025, le club Manceau retrouve la Ligue 2 après 5 saisons d'absence en s'imposant 2 à 0 face au Football Club Versailles lors de la dernière journée du championnat.

## Identité

### Couleurs
L'Union sportive du Mans (USM) arborait des couleurs bleues et blanches, tandis que le Stade Olympique du Maine (SOM) utilisait des maillots verts et blancs. À la suite de la fusion des deux clubs en 1985, il fut décidé que les joueurs porteraient des maillots aux couleurs des armoiries de la ville : le jaune et le rouge.[réf. nécessaire]

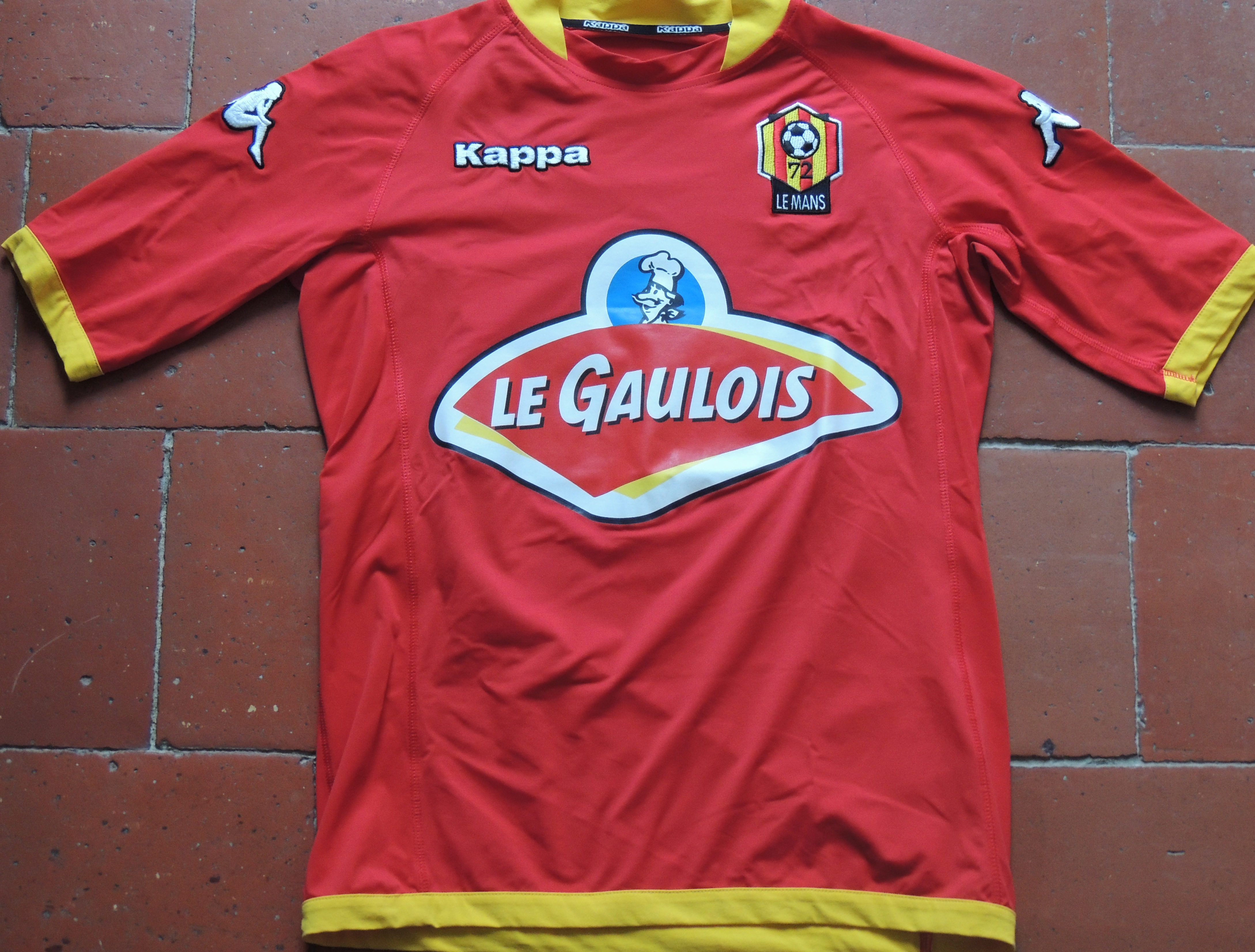
Maillot du Mans Union Club 72 pour la saison 2005-2006.

Jusqu'au début des années 2000, les joueurs manceaux arboraient un maillot à dominante jaune, avant d'utiliser un maillot constitué de rayures jaunes et rouges verticales. Depuis 2003 et la première montée du club parmi l'élite, les Manceaux portent un maillot à dominantes rouge, avec quelques parements jaunes. C'est cette même année que le MUC 72 se lie avec l'équipementier italien Kappa, qui fournira les maillots au club pendant huit saisons. En 2011, un nouveau partenariat est signé avec l'équipementier italien Macron avant de revenir chez Kappa à la fin des années 2010.

### Logos
Le logo du Mans fut longtemps constitué d'un hexagone rayé verticalement de rouge et jaune portant un ballon et le nombre « 72 » en son centre. Le nom « Le Mans » apparaissait sous l'hexagone en lettres blanches sur un fond noir.
À la suite du changement de nom à l'été 2010, le club adopte naturellement un nouveau logo. Les couleurs demeurent les mêmes, mais le logo prend la forme d'un cœur bordé de noir, au centre duquel apparaît un nouveau symbole, le cheval. Les dirigeants expliquent le choix de ce symbole à travers trois dimensions de la ville du Mans : la dimension régionale avec le Perche sarthois, la dimension historique avec l'enceinte romaine de la ville qui rappelle la Rome antique et les arènes que l'on retrouve dans le nom du nouveau stade, et enfin la dimension culturelle avec la référence au cheval vapeur, Le Mans étant la patrie de l'automobile.

Logo jusqu'en 1995.
Logo de 1995 à 2007.
Logo de 2007 à 2010.
Logo actuel.

## Résultats sportifs

### Palmarès
| Compétitions nationales | Compétitions régionales                                                                      | Équipes de jeunes                           |
| --- | -------------------------------------------------------------------------------------------- | ------------------------------------------- |
| - Championnat de France - Meilleur classement : 9e en 2008 - Championnat de France D2 - Vice-champion : 2003 et 2005 - Championnat de France D3 (Division 3 / National) - Vainqueur de groupe : 1990 - Championnat de France D4 (CFA / National 2) - Vainqueur de groupe : 2018 - Coupe de France - Meilleure performance : demi-finaliste en 1999 et quart de finaliste en 2025 - Coupe de la Ligue - Meilleure performance : demi-finaliste en 2006, 2007 et 2008 | - Championnat du Maine (1) - Champion : 2014 - Coupe du Maine (2) - Vainqueur : 1988 et 1989 | - Coupe Gambardella (1) - Vainqueur en 2004 |

### Distinctions individuelles
| Trophées UNFP et FFF | Récompenses France Football                                                                                  |
| --- | --- |
| - Joueur du mois Ligue 1 (1): - Daisuke Matsui (Janvier 2006) - Équipe type Ligue 2 (5): - Philippe Celdran (2003) - Daniel Cousin (2003) - Olivier Thomas (2005) - Sébastien Corchia (2011) - Grégory Cerdan (2011) - Équipe type National (5): - Rémi Boissier (2019) - Billal Brahimi (2021) - Armand Gnanduillet (2023) - Vincent Burlet (2025) - Gabin Bernardeau (2025) | - Étoile d'or (1): - Yohann Pelé (2006)                                                                      |
| - Joueur du mois Ligue 1 (1): - Daisuke Matsui (Janvier 2006) - Équipe type Ligue 2 (5): - Philippe Celdran (2003) - Daniel Cousin (2003) - Olivier Thomas (2005) - Sébastien Corchia (2011) - Grégory Cerdan (2011) - Équipe type National (5): - Rémi Boissier (2019) - Billal Brahimi (2021) - Armand Gnanduillet (2023) - Vincent Burlet (2025) - Gabin Bernardeau (2025) | Récompenses Nationales                                                                                       |
| - Joueur du mois Ligue 1 (1): - Daisuke Matsui (Janvier 2006) - Équipe type Ligue 2 (5): - Philippe Celdran (2003) - Daniel Cousin (2003) - Olivier Thomas (2005) - Sébastien Corchia (2011) - Grégory Cerdan (2011) - Équipe type National (5): - Rémi Boissier (2019) - Billal Brahimi (2021) - Armand Gnanduillet (2023) - Vincent Burlet (2025) - Gabin Bernardeau (2025) | - Meilleur passeur Ligue 1 (1): - Daisuke Matsui (2006) - Meilleur buteur Ligue 2 (1): - Réginald Ray (1998) |

## Personnalités du club

### Propriétaires
Le tableau ci-dessous énumère les actionnaires majoritaires successifs du Mans FC.
| Période     | Nom           |
| ----------- | ------------- |
| 2001 - 2013 | Henri Legarda |
| 2013 - 2018 | Ville du Mans |
| 2018 -      | Thierry Gomez |

### Présidents
Depuis sa création, Le Mans FC n'a connu que sept présidents. Lors de la fondation du club le 12 juin 1985, Roland Grandier, qui occupait jusque-là les fonctions de présidents du Stade Olympique du Maine, devient le premier président du MUC 72. Sous sa direction, le club accède une première fois à la Division 2. Roger Leroy lui succède de 1989 à 1991. Jean-Yves Merdrignac arrive à la présidence au début de l'année 1991, et occupera ce poste pendant dix années au cours desquelles le MUC 72 se stabilise et s'ancre dans le paysage de la Division 2.
La présidence de Noël Peyramayou s'écoule de décembre 2000 à juin 2003, ponctuée par l'accession du MUC 72 à l'élite du football français pour la première fois de son histoire. Henri Legarda, actionnaire majoritaire du club, devient alors président. Il occupe cette fonction jusqu'en avril 2013, ainsi que celle de trésorier général adjoint de la LFP où il siège au conseil d'administration en tant que représentant des clubs de Ligue 2.
À la suite de la mise en liquidation judiciaire du club, Jean Pierre Pasquier devient le nouveau président du Mans FC en décembre 2013. Cependant, il démissionne cinq jours plus tard avant d'être à nouveau réélu président quelques semaines plus tard.
| Rang | Nom                  | Période     |
| ---- | -------------------- | ----------- |
| 1    | Roland Grandier      | 1985-1989   |
| 2    | Roger Leroy          | 1989-1991   |
| 3    | Jean-Yves Merdrignac | 1991-2000   |
| 4    | Noël Peyramayou      | 2000-2003   |
| 5    | Henri Legarda        | 2003-2013   |
| 6    | Jean-Pierre Pasquier | 2013-2016   |
| 7    | Thierry Gomez        | depuis 2016 |

### Directeurs sportifs
Le tableau ci-dessous énumère les directeurs sportifs successifs du Mans FC.
| Période     | Nom            |
| ----------- | -------------- |
| 1985 - 2004 | Bernard Guédet |
| 2004 - 2013 | Alain Pascalou |
| 2018 - 2021 | Alain Ravera   |

### Entraîneurs

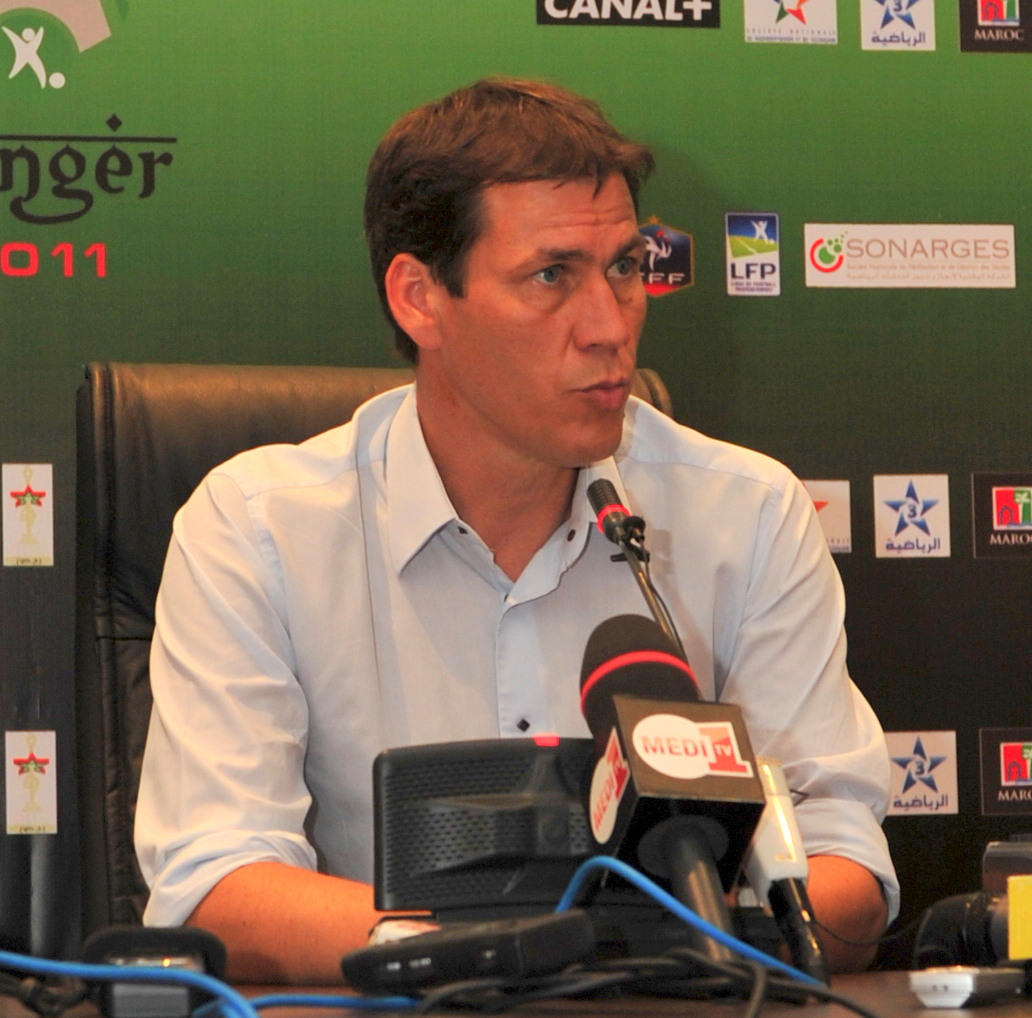
Rudi Garcia, entraîneur du MUC 72 lors de la saison 2007-2008

De Bernard Deferrez en 1985-1986 à Régis Beunardeau au cours de la saison 2012-2013, dix-huit entraîneurs dont seize différents se succèdent à la tête du Mans FC. L'instabilité à ce poste est particulièrement forte à ce poste depuis 2007 puisque le club a connu sept changements d’entraîneur sur ces cinq dernières saisons. L'entraîneur resté le plus longtemps à la tête du club est Thierry Froger, de 1993 à 1997, soit quatre saisons et demi.
C'est grâce à Christian Gourcuff que le club accède une première fois à la Division 2 en 1988, avant de la retrouver quelques années plus tard sous la direction de Christian Letard. Les deux entraîneurs ayant permis au club d'accéder à l'élite sont Thierry Goudet en 2003 et Frédéric Hantz en 2005. Hormis Christian Gourcuff qui officie pendant près de trois saisons en tant qu'entraîneur-joueur, Thierry Froger est le seul entraîneur du Mans FC à avoir porté les couleurs du club en tant que joueur.
Le Mans a connu trois techniciens étrangers. Le Serbe Slavo Muslin (en 1997) et le Portugais Paulo Duarte (en 2009), qui occupait simultanément la fonction de sélectionneur du Burkina Faso, ne restent que quelques mois sur le banc du club sarthois. Le Suisse Daniel Jeandupeux a la particularité d'avoir été entraîneur du club à deux reprises mais aussi d'avoir occupé les fonctions de conseiller du président au sein du club jusqu'en 2012.
| Rang | Nom                | Période               |
| ---- | ------------------ | --------------------- |
| 1    | Bernard Deferrez   | 1985-1986             |
| 2    | Christian Gourcuff | 1986-déc. 1988        |
| 3    | Christian Letard   | janv. 1989-déc. 1992  |
| 4    | Thierry Froger     | janv. 1993-juin 1997  |
| 5    | Slavo Muslin       | juill. 1997-oct. 1997 |
| 6    | Marc Westerloppe   | nov. 1997-nov. 2000   |
| 7    | Alain Pascalou     | nov. 2000-déc. 2000   |
| 8    | Thierry Goudet     | déc. 2000-fév. 2004   |
| 9    | Daniel Jeandupeux  | mars 2004-déc. 2004   |
| 10   | Frédéric Hantz     | janv. 2005-2007       |
| 11   | Rudi Garcia        | 2007-2008             |
| 12   | Yves Bertucci      | 2008-fév. 2009        |
| 13   | Daniel Jeandupeux  | fév. 2009-mai 2009    |
| 14   | Arnaud Cormier     | mai 2009-juin 2009    |
| 15   | Paulo Duarte       | juin 2009-déc. 2009   |

| Rang | Nom                 | Période                    |
| ---- | ------------------- | -------------------------- |
| 16   | Arnaud Cormier      | déc. 2009-déc. 2011        |
| 17   | Denis Zanko         | déc. 2011-avril 2013       |
| 18   | Régis Beunardeau    | avril 2013-oct. 2013       |
| 19   | Stéphane Guédet     | oct. 2013-2014             |
| 20   | Alexandre Clément   | 2014-2015                  |
| 21   | Richard Déziré      | juin 2015-fév. 2020        |
| 22   | Reginald Ray        | fév. 2020-mai 2020         |
| 23   | Didier Ollé-Nicolle | juin 2020-mai 2021         |
| 24   | Cris                | mai 2021-novembre 2022     |
| 25   | Reginald Ray        | novembre 2022-février 2024 |
| 26   | Mathieu Chabert     | mars 2024-mai 2024         |
| 27   | Patrick Videira     | depuis mai 2024            |

### Joueurs emblématiques
| Rang | Joueur            | Buts | En Ligue 1 | Période                 |
| ---- | ----------------- | ---- | ---------- | ----------------------- |
| 1    | Vincent Créhin    | 73   | 0          | 2015 - 2020             |
| 2    | Patrick Van Kets  | 53   | 0          | 1993 - 1997             |
| 3    | Daniel Cousin     | 51   | 11         | 2000 - 2004             |
| 4    | James Fanchone    | 43   | 7          | 1998 - 2007             |
| 5    | Thorstein Helstad | 37   | 14         | 2008 - 2011             |
| 6    | Dagui Bakari      | 36   | 0          | 1996 - 1999             |
| 7    | Stéphane Samson   | 34   | 0          | 1999 - 2002             |
| 8    | Laurent Peyrelade | 31   | 5          | 1996 - 1997 2002 - 2005 |
| 9    | Émerick Darbelet  | 30   | 0          | 1994 - 1999             |
| 10   | Réginald Ray      | 29   | 0          | 1997 - 1999             |
| 11   | Dame Gueye        | 28   | 0          | 2023-                   |
| 12   | Túlio de Melo     | 24   | 22         | 2005 - 2008             |
| 13   | Grafite           | 20   | 17         | 2006 - 2007             |
| -    | Ismaël Bangoura   | 20   | 18         | 2005 - 2007             |
| 14   | Frédéric Thomas   | 19   | 5          | 2001 - 2006 2008 - 2013 |
| -    | Mamadou Soro      | 19   | 0          | 2017 - 2019             |

Le gardien Alain Jacotin a la particularité d'être le seul joueur à avoir évolué au sein des trois clubs manceaux : d'abord à l'USM, puis au SOM et enfin au MUC 72, de la création du club jusqu'en 1990. Dans les premières années du club, l'un des meilleurs joueurs du MUC 72 est Pascal Affaire, un attaquant arrivé en provenance de Clermont. Il inscrit 41 buts en 66 matchs de championnat entre 1987 et 1990, participant de manière active à la première montée du club sarthois en deuxième division.
Par la suite, Le Mans s'installe durablement en Division 2 en s'appuyant sur des hommes de club, comme le gardien Olivier Pédémas ou les défenseurs Christian Penaud et Régis Beunardeau. C'est aussi à cette époque que le MUC 72 voit passer dans ses rangs un certain nombre d'attaquants de renom, comme le belge Patrick Van Kets, meilleur buteur de l'histoire du club avec 53 buts en championnat, Réginald Ray, meilleur buteur du championnat de D2 en 1998 avec 20 réalisations, Stéphane Samson, ou encore l'ivoirien Dagui Bakari. Parallèlement, le club commence à montrer la qualité de sa formation quand certains de ses produits rejoignent des clubs de Division 1 : Olivier Thomert rejoint Lens en 2002, et l'attaquant ivoirien Didier Drogba, au club de 1997 à 2001, rejoint Guingamp.
En 2003, le MUC 72 accède à la Ligue 1 pour la première fois de son histoire grâce à une équipe bâtie autour de jeunes joueurs formés au club comme Laurent Bonnart, Frédéric Thomas, Jérôme Drouin, James Fanchone ou Yohan Hautcœur, et de joueurs avec une certaine expérience du championnat de Ligue 2, parmi lesquels on peut citer les défenseurs Denis Arnaud et Yoann Poulard, le milieu de terrain Philippe Celdran, ou les attaquants Laurent Peyrelade et Daniel Cousin, international gabonais.
Pour sa première saison parmi l'élite, le MUC 72 se renforce avec l'arrivée de joueurs dont certains possèdent une solide expérience internationale, comme le norvégien Dan Eggen ou le sud-africain Thabang Molefe, ayant tous les deux participé à la Coupe du monde avec leur pays respectif. Cela ne suffira pas aux sarthois pour se maintenir.
De retour en Ligue 1 à l'été 2005, Le Mans connaît ses plus belles années, et voit passer dans ses rangs de nombreux joueurs de talent, comme l'international brésilien Grafite, jusqu'à la relégation du club en 2010. Le gardien Yohann Pelé, le défenseur Marko Baša, les milieux Romaric N'Dri, Hassan Yebda, Daisuke Matsui (nommé joueur du mois de janvier 2006 par l'UNFP) et Stéphane Sessègnon, les attaquants Túlio de Melo, Anthony Le Tallec et Gervinho sont les cadres d'une équipe qui termine à la 9e place du championnat, le meilleur résultat du club. De nombreux joueurs vont éclore au cours de leur passage au Mans à cette période, parmi lesquels le guinéen Ismaël Bangoura, 20 buts en deux saisons ou l'attaquant malien Modibo Maïga.
En 2010-2011, et malgré la présence de joueurs comme Grégory Cerdan, Sébastien Corchia, Ludovic Baal, Roland Lamah, Fredrik Strømstad, et Thorstein Helstad, Le Mans ne parvient pas à relever le défi de la montée, et doit se séparer d'un grand nombre de ses joueurs cadres. Lors de cette saison l'attaquant norvégien Thorstein Helstad devient le meilleur buteur du Mans FC en une saison de championnat avec 21 buts inscrits.
Yohann Pelé, nommé « Étoile d'Or du meilleur gardien » en 2006 par le magazine France Football, est le premier Manceau à avoir été appelé en équipe de France, à l'occasion d'un match amical face à la Tunisie en 2008. Il ne compte cependant aucune sélection puisqu'il assiste au match depuis le banc de touche, et ne sera jamais rappelé par le sélectionneur. Le club a compté de nombreux joueurs sélectionnés avec les espoirs, comme Mathieu Coutadeur, Mathieu Dossevi ou encore Mamadou Samassa.
Enfin, plusieurs membres du Mans FC ont été distingués dans l'équipe-type de la saison de Ligue 2 lors des trophées UNFP : c'est le cas de Philippe Celdran et Daniel Cousin en 2003, de Frédéric Thomas en 2005, ainsi que de Sébastien Corchia et Grégory Cerdan en 2011.

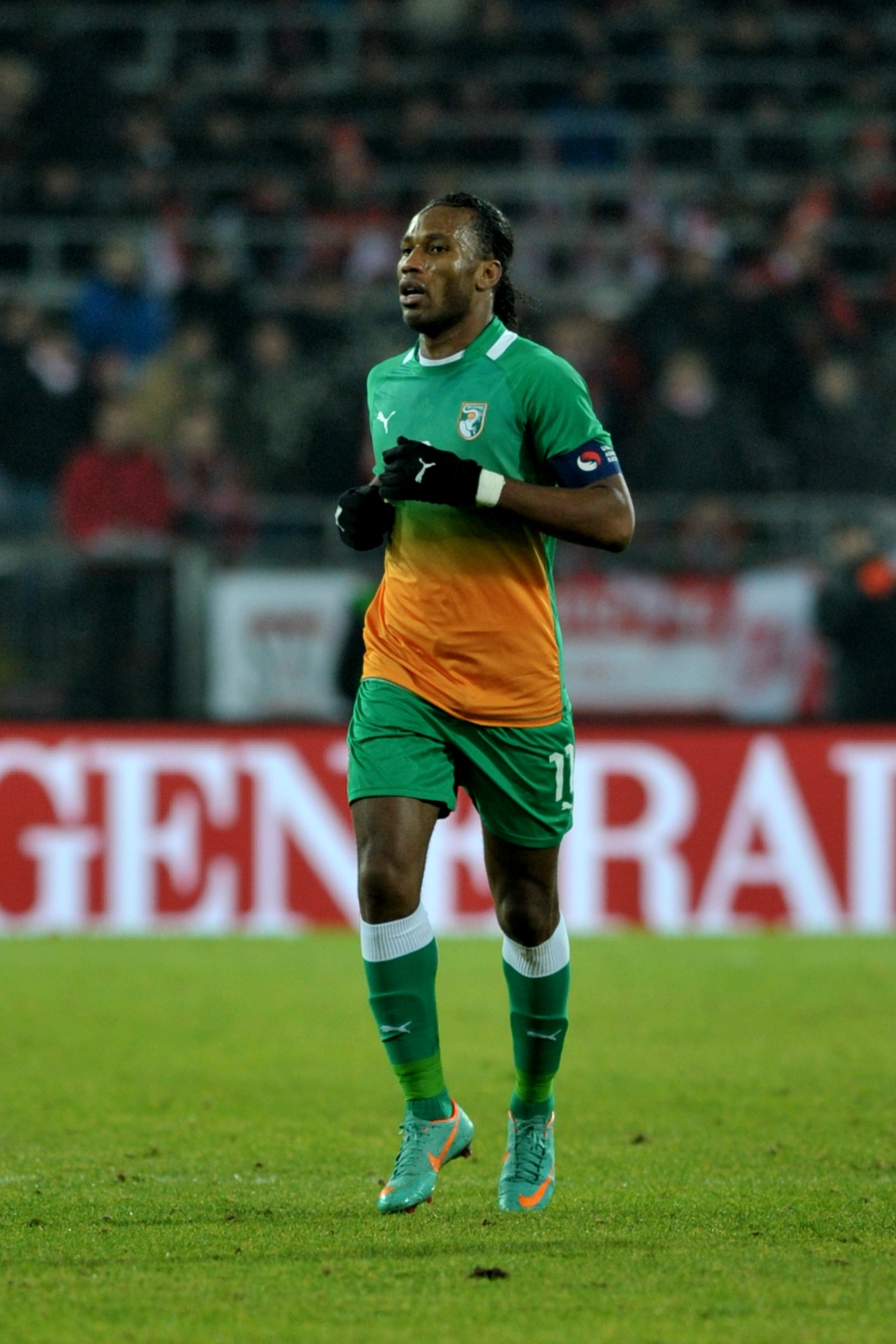
Didier Drogba
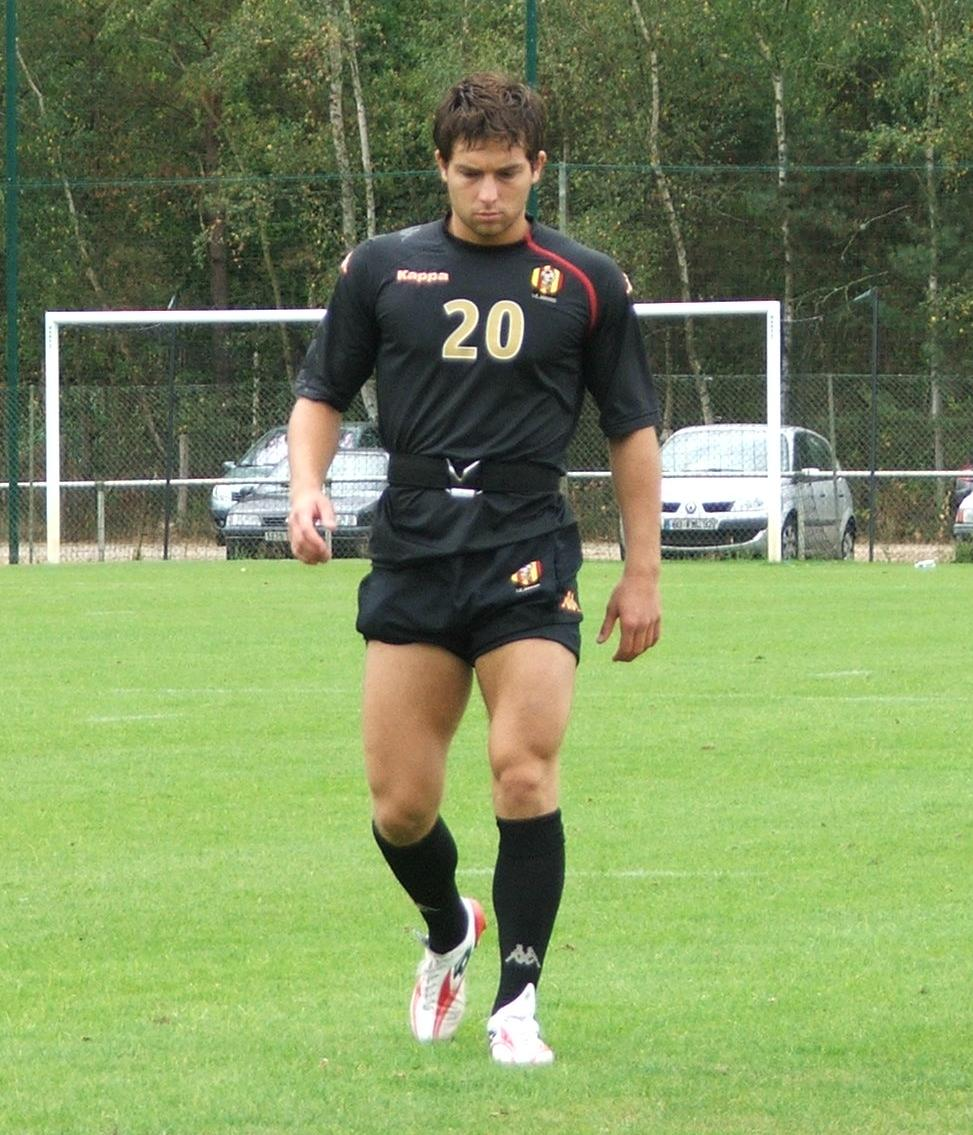
Mathieu Coutadeur
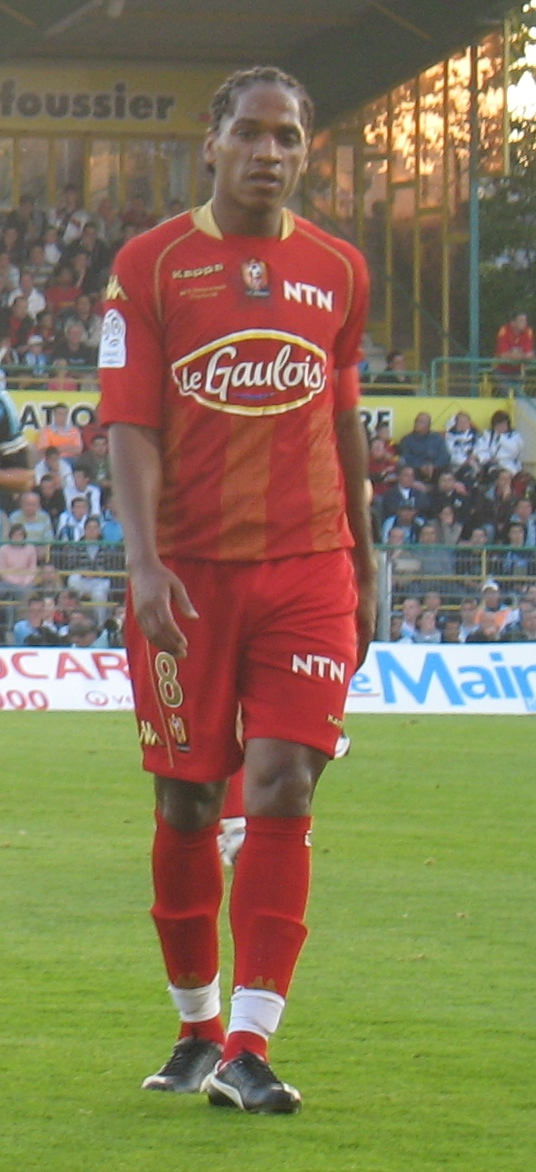
Frédéric Thomas
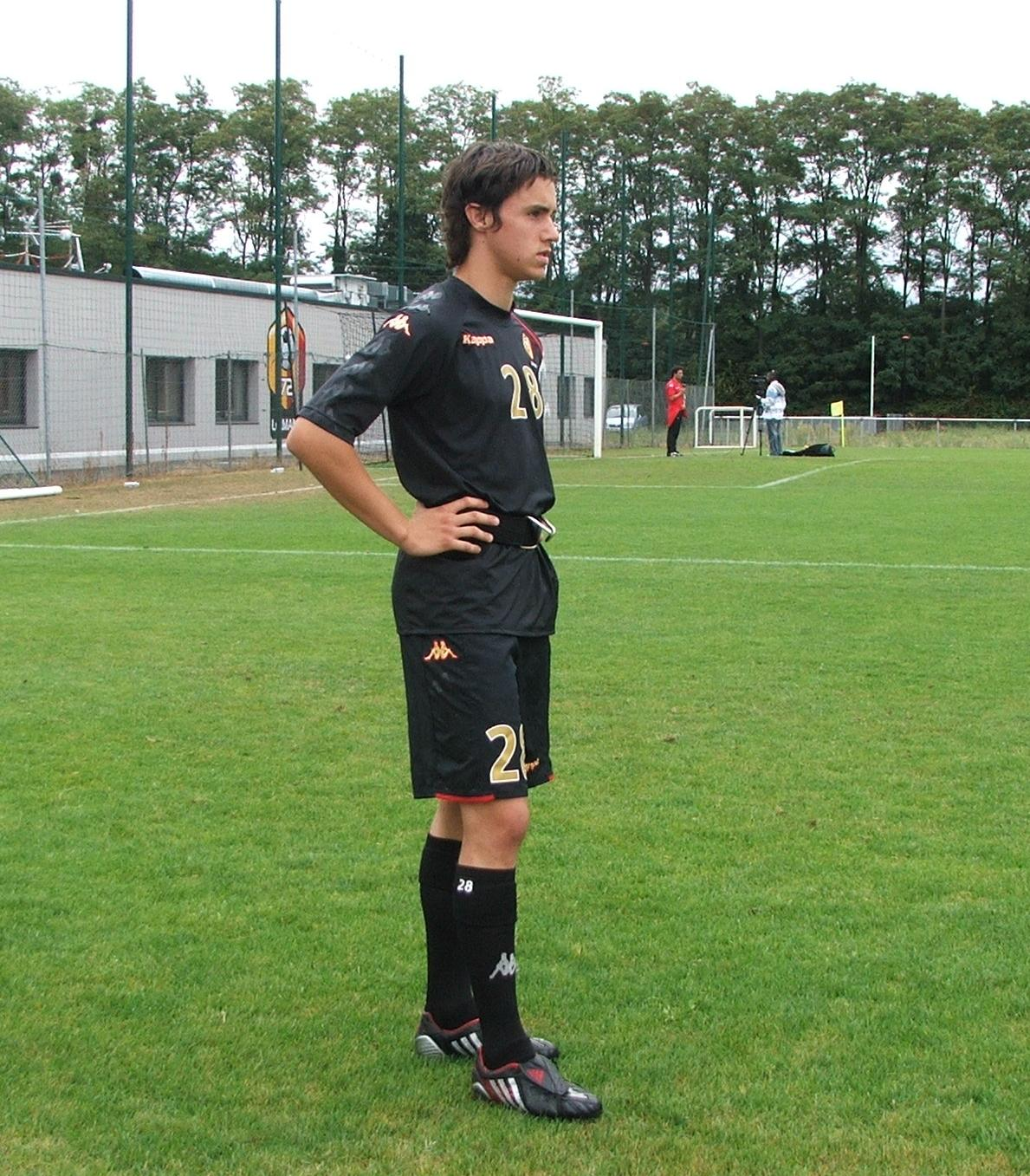
Sébastien Corchia
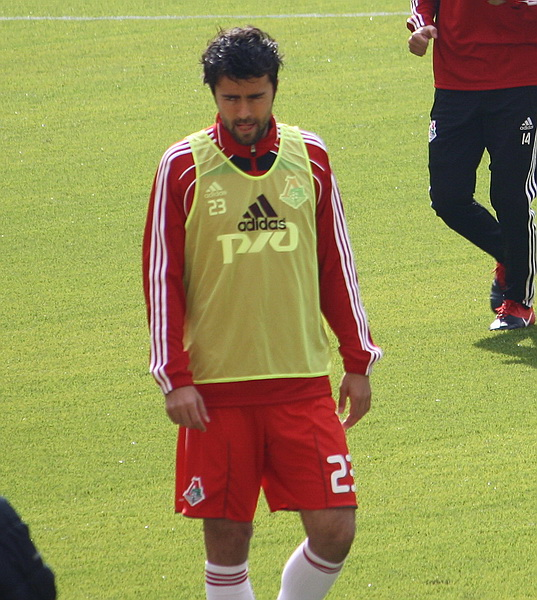
Marko Baša

## Effectif professionnel actuel
Le tableau suivant liste uniquement l'effectif professionnel du Mans pour la saison 2025-2026.

## Structures du club

### Stades

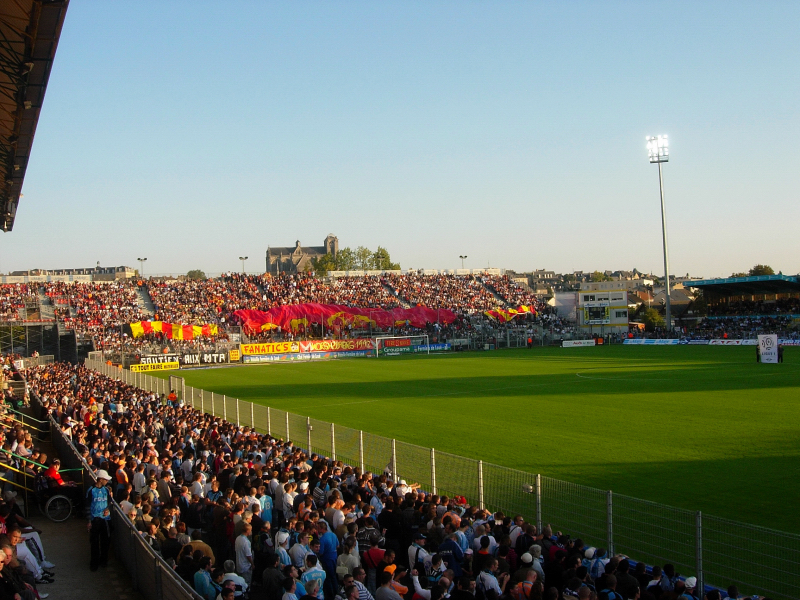
Le stade Léon-Bollée lors de la réception de l'OM en septembre 2008.

En 1906, la ville du Mans est à l'origine de la création d'un stade vélodrome au sein d'un parc omnisports sur le site de Beaulieu. Ce stade prend le nom de Léon Bollée, en hommage au constructeur automobile sarthois, passionné de cyclisme et président de l’Union vélocipédique de la Sarthe. Le stade est inauguré le 29 avril. La pelouse, d'abord utilisé par les rugbymen manceaux, accueille par la suite les rencontres des footballeurs de l'Union sportive du Mans du 25 janvier 2011.
En 1946, une première tranche d'extension du « Parc municipal des sports » est décidée par la commune, et le nouveau stade, à l'emplacement de l'actuel stade Léon-Bollée, est inauguré le 27 octobre 1953. L'éclairage y est installé au début des années 1970, et celui-ci est inauguré par un match qui voit s'affronter l'Olympique de Marseille et le Standard de Liège le 11 mars 1971.
En 1985, lors de la fusion de l’Union sportive du Mans (USM) avec le Stade olympique du Maine (SOM), qui donne naissance au MUC 72, le stade Léon-Bollée est naturellement choisi pour accueillir les matchs de la nouvelle équipe sarthoise. Les anciennes tribunes populaires sont détruites à la fin de l'année 1986 pour laisser la place à une vaste tribune couverte portant la capacité du stade à 6 000 places, la tribune Chancel, dont les travaux dureront deux ans. Le stade Léon-Bollée est une nouvelle fois inauguré après ces travaux d'agrandissement, à l'occasion de la montée du MUC 72 en D2 à l'issue de la saison 1987-1988.
Le 31 mai 1995, à l'occasion de la réception de l'Olympique de Marseille, deux tribunes provisoires sont installées derrière les buts afin d'accueillir un total de 10 000 spectateurs. L'installation définitive de ces deux tribunes derrière les buts voit le jour en 1998, doublant ainsi la capacité du stade (12 000 places). Le stade Léon-Bollée fait, une nouvelle fois, l'objet d'une rénovation et de travaux d'agrandissement en 2003 à l'occasion de la montée du MUC 72 en Ligue 1. La capacité du stade est alors portée à 17 000 places et restera dès lors inchangée.
Le 21 décembre 2010, le club sarthois dispute le dernier match de son histoire au stade Léon-Bollée face au Vannes OC. La démolition des tribunes métalliques Nord et Sud est entreprise au début de l'année 2012.

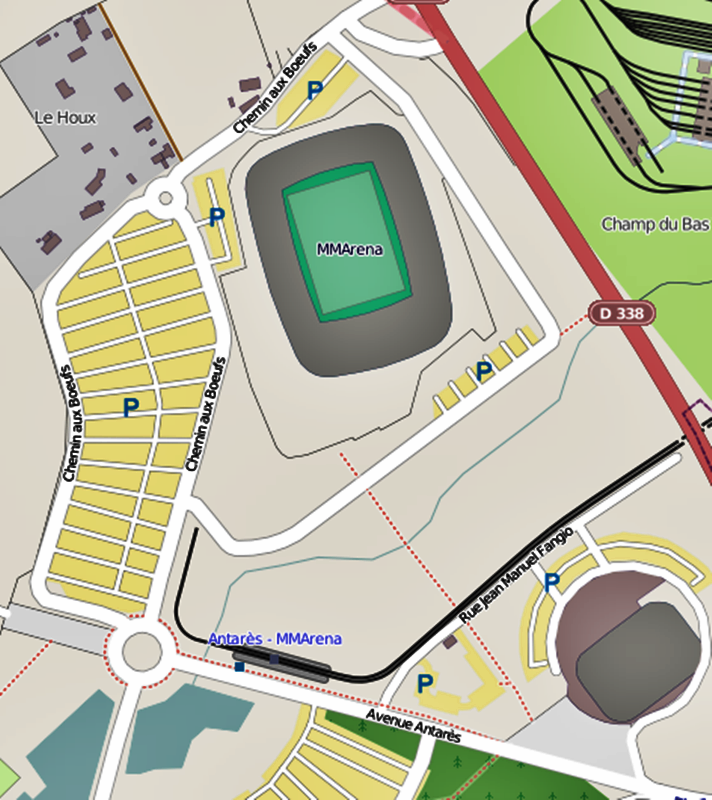
Plan de localisation du Stade Marie-Marvingt

Le conseil municipal de la ville du Mans approuve le programme général de la construction d'un nouveau stade en mai 2005, à la suite du retour du MUC 72 en Ligue 1. La construction d'une nouvelle enceinte pour remplacer le vétuste Léon-Bollée était devenue impérative à la suite de la demande de la Ligue de Football professionnel, ayant accordée une dérogation de cinq ans pour construire un nouveau stade au club sarthois.
Le site choisi pour l'édification du nouveau stade est situé au cœur du pôle d'excellence sportive du Mans, qui regroupe sur une superficie de 1 000 ha les circuits des 24 Heures, Bugatti et Alain Prost (karting), la salle Antarès, un hippodrome, un vélodrome et un terrain de golf. En 2007, le groupe d'assurance mutuelle MMA s'associe à la démarche de construction en ayant recours au naming, une première en France, qui consiste à donner le nom d'une marque à une enceinte sportive. Le nouveau stade portera ainsi le nom de « MMArena » pendant dix ans. Le chantier débute en septembre 2008 avec les travaux de terrassement, pour une durée de deux ans.
Le contrat de concession du MMArena, signé en 2008 par la ville du Mans et le groupe Vinci pour une durée de 35 ans, s'élève à un total de 104 millions d'euros. Le contrat comprend une subvention des collectivités locales répartie entre la ville du Mans, le conseil général de la Sarthe et la région Pays de la Loire.
Le MMArena est une stade multi évènements : il dispose d'une capacité de 25 000 places assises en configuration match, qui se porte à 38 000 places en configuration spectacle maximale, ainsi que de 3 000 m2 d'espaces de réception.
Le nouveau stade du Mans est inauguré en présence du premier ministre François Fillon le 29 janvier 2011 à l'occasion de la réception de l'AC Ajaccio pour le compte de la 21e journée du championnat de Ligue 2. Pour leur premier match dans leur nouvelle enceinte, les Manceaux s'imposent 3 buts à 0. Ludovic Baal devient à cette occasion le premier buteur de l'histoire du MMArena.
Depuis cette date, Le MMArena a accueilli d'autres rencontres « évènements ». L'équipe de France y a disputé un match amical de préparation à l'Euro 2012 face à l'Estonie le 5 juin 2012, ponctué par une victoire 4-0 des Bleus. Par ailleurs, le MMArena a accueilli le match de seizièmes de finale de Coupe de France entre le Sablé FC et le Paris Saint-Germain le 20 janvier 2012.
À la suite de la liquidation judiciaire du club en 2013, le club perd son statut professionnel et est rétrogradé en Division d'honneur. Les matchs du Mans FC ont alors lieu au Clos-Fleuri, stade situé à proximité de la Pincenardière et à la capacité de 5 000 places, jusqu'à la saison 2015-2016.

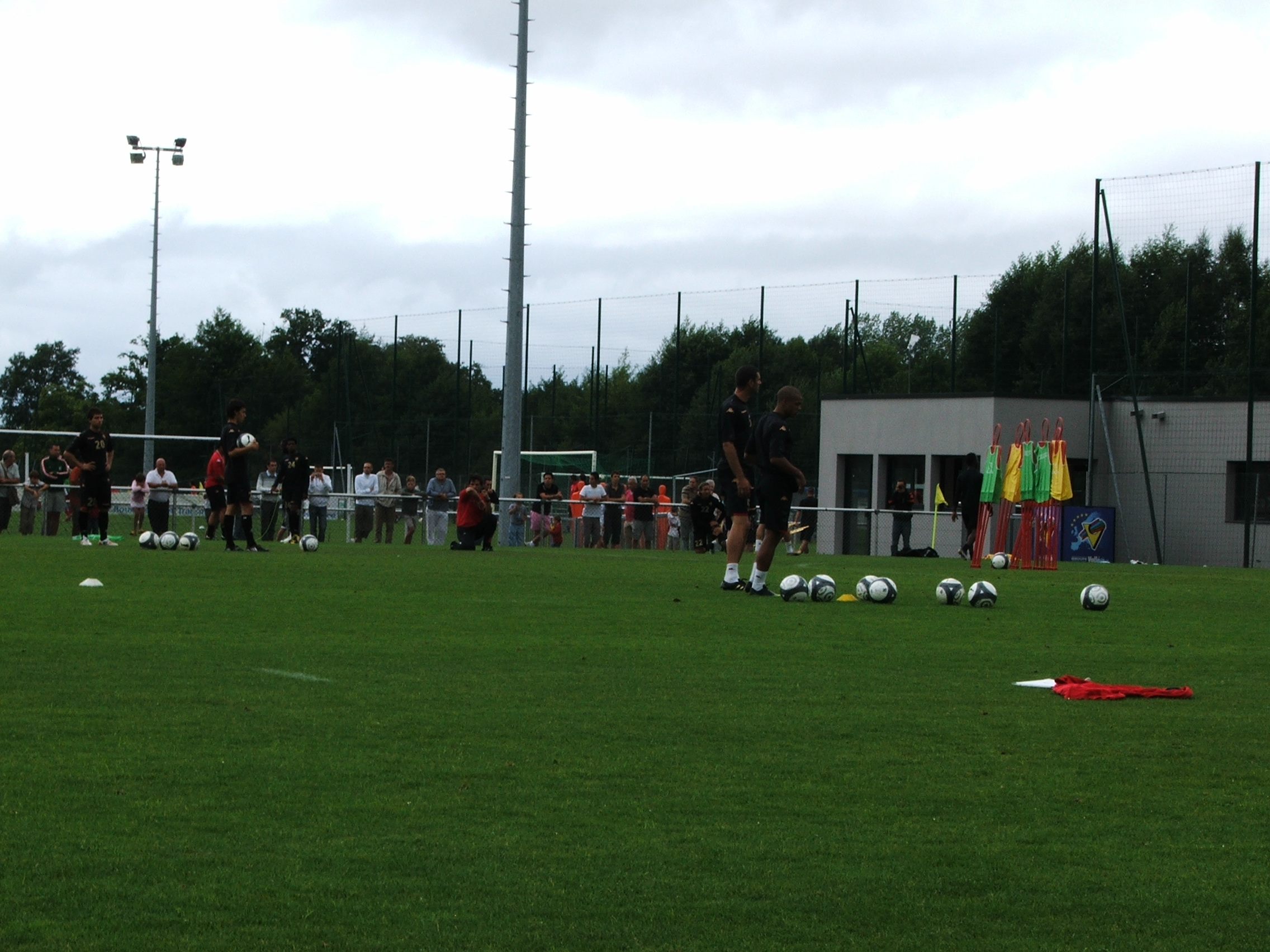
Les footballeurs manceaux à l'entraînement au centre de la Pincenardière.

Le siège du club est situé à la Pincenardière, qui est également le lieu d'entraînement des footballeurs manceaux, dans la commune de Mulsanne. Ce nouveau centre administratif et sportif a été inauguré en juin 2008, après d'importants travaux de rénovation. Face aux difficultés financières auxquelles le club a dû faire face à l'été 2012, Le Mans FC et la municipalité ont été contraints de vendre le complexe de la Pincenardière à une société civile immobilière. Bien que le club ne soit plus propriétaire des lieux, il en conserve l'utilisation.

### Centre de formation
Le centre de formation du Mans FC répond depuis 2011 aux critères de la « catégorie 1 », la plus élevée en la matière. Au titre de la saison 2011-2012, le centre est de « classe A », un grade qui distingue les meilleurs centres de formation français. En 2012, Le Mans FC pointe au 15e rang du classement des centres de formation alors qu'il se classait 18e en 2011. Dirigé de 1998 à 2008 par Yves Bertucci, qui deviendra par la suite l'entraîneur de l'équipe première, le centre de formation du Mans FC a vu éclore de nombreux talents, parmi lesquels l'attaquant international ivoirien Didier Drogba, ou encore de nombreux internationaux espoirs français comme Mathieu Coutadeur, Sébastien Corchia ou Mamadou Samassa.
Denis Zanko devient directeur du centre de formation en 2008, remplacé par Régis Beunardeau en décembre 2011.
De nouveaux locaux sont inaugurés en 2007 au Clos-Fleuri, à proximité du centre d'entraînement de l'équipe première, la Pincenardière. Les joueurs accueillis viennent majoritairement de Sarthe ou de région parisienne. Ils sont hébergés à l'internat sportif près du lycée polyvalent Le Mans Sud. Le centre de formation du Mans a noué de nombreux partenariats, au niveau local et international, comme la mise en place d'échanges avec le club anglais d'Arsenal en 2006 ou la réception du club chinois du Dalian Aerbin FC en 2011.
En complément du centre de formation, l’association du Mans FC gère l’école de football et la préformation, ainsi que la section féminine. Présidée par Robert Brunet, l'association Le Mans FC a sous sa responsabilité 26 équipes et compte plus de 400 licenciés.

## Aspects économiques

### Éléments comptables
Le tableau ci-dessous résume les différents budgets prévisionnels du club sarthois saison après saison.
| Saison   | 2004-2005 | 2005-2006 | 2006-2007 | 2007-2008  | 2008-2009 | 2009-2010 | 2010-2011 | 2011-2012 | 2012-2013 | 2013-2014 |
| Division | Ligue 2   | Ligue 1   | Ligue 1   | Ligue 1    | Ligue 1   | Ligue 1   | Ligue 2   | Ligue 2   | Ligue 2   | DH Maine  |
| Budget   | 10,4 M€   | 20 M€     | 22,5 M€   | 33,7 M€    | 42,8 M€   | 40 M€     | 25,7 M€   | 15,3 M€   | 11 M€     | N.C       |
| Saison   | 2014-2015 | 2015-2016 | 2016-2017 | 2017-2018  | 2018-2019 | 2019-2020 | 2020-2021 | 2021-2022 | 2022-2023 | 2023-2024 |
| Division | CFA 2     | CFA 2     | CFA 2     | National 2 | National  | Ligue 2   | National  | National  | National  | National  |
| Budget   | 0,9 M€    | 1,356 M€  | 1,4 M€    | 1,5 M€     | 4,5 M€    | 12 M€     | 5 M€      | NC        | 4,5 M€    | 6 M€      |
| Saison   | 2024-2025 |           |           |            |           |           |           |           |           |           |
| Division | National  |           |           |            |           |           |           |           |           |           |
| Budget   | 5 M€      |           |           |            |           |           |           |           |           |           |

### Sponsors et équipementiers
Le club change régulièrement d'équipementier : Adidas de 1993 à 1998, puis Puma jusqu'en 2003, et Kappa de 2003 à 2011. Le club signe alors un contrat de quatre ans avec l'équipementier italien Macron.En 2021 le club annonce un contrat de 5 ans avec kappa
En 2012-2013, le principal « sponsors maillot » est une entreprise régionale : l'entreprise agroalimentaire LDC, à travers ses marques « le Gaulois » (à domicile) et « poulets de Loué » (à l'extérieur). La mutuelle d'assurance Groupama et la chaîne de grande distribution Système U apparaissent également sur le maillot du club sarthois.
Par ailleurs, la ville du Mans, le conseil général de la Sarthe et le conseil régional des Pays de la Loire sont les partenaires institutionnels du club.

### Transferts les plus coûteux
Les deux tableaux ci-dessous synthétisent les plus grosses ventes et achats de joueurs dans l'histoire du club manceau.
| Rang | Joueur               | Montant | Provenance       | Date |
| 1er  | Roland Lamah         | 3,5 M€  | RSC Anderlecht   | 2008 |
| ---- | -------------------- | ------- | ---------------- | ---- |
| 2e   | Grafite              | 3,5 M€  | São Paulo FC     | 2006 |
| 3e   | Marcelo Estigarribia | 3 M€    | Cerro Porteño    | 2008 |
| 4e   | Túlio de Melo        | 2 M€    | Atlético Mineiro | 2005 |
| 5e   | Anthony Le Tallec    | 1,5 M€  | Liverpool FC     | 2007 |

| Rang | Joueur             | Montant | Destination         | Date |
| 1er  | Romaric            | 8,5 M€  | Séville FC          | 2008 |
| ---- | ------------------ | ------- | ------------------- | ---- |
| 2e   | Stéphane Sessègnon | 8 M€    | Paris Saint-Germain | 2008 |
| 3e   | Grafite            | 7,5 M€  | VfL Wolfsburg       | 2007 |
| 4e   | Gervinho           | 6,5 M€  | LOSC Lille          | 2009 |
| 5e   | Marko Baša         | 5,5 M€  | Lokomotiv Moscou    | 2008 |

## Culture populaire

### Rivalités
Depuis la création du club, Le Mans a eu pour rivaux des clubs avec qui il a disputé la suprématie régionale. La rencontre la plus disputée est le « derby du Maine » avec le Stade Lavallois. Jusqu'en 2012, les deux clubs se sont rencontrés à 41 reprises, exclusivement en deuxième division, pour un bilan équilibré même si Le Mans mène légèrement les débats : 13 victoires pour les Manceaux contre 12 aux Lavallois,. Le derby entre Laval et Le Mans marque une passation de pouvoir puisque jusqu'au début des années 2000, le Stade lavallois possédait de meilleures infrastructures et une meilleure notoriété. En l'espace de dix ans, les rôles se sont inversés et ce sont désormais les Manceaux qui prennent le rôle de favoris. Mickael Buzaré, ancienne figure du Stade lavallois dit à propos de ce derby en 2007 : « Cela s'est petit à petit inversé mais, surtout, Le Mans est tombé sur une bonne année et a eu l'occasion de monter en L1. Après, ils ont bien géré et, malgré une première descente, ils ont conservé leurs acquis et su enclencher. Comme nous sommes descendus en National, le fossé s'est creusé d'un coup ».

### Groupes de supporters
L'association « Support'R Club Allez Le Mans » était à l'origine la seule qui regroupait les supporters manceaux, dans la tribune sud du stade Léon-Bollée. Mais une scission eut lieu en 2008, l'association « Support'R Club Allez Le Mans » s'installa alors en tribune nord, tandis que la majorité des supporters restèrent en tribune sud sous la nouvelle appellation « Virage Sud Le Mans ».
Installé en virage nord, le « Support'R Club Allez Le Mans » comprend la section « North Angel's ». Le « Virage Sud » regroupe quatre sections de supporters pour une vingtaine d’adhérents  : les « Fanatic's », section historique créée en 1989, les « Worshippers », créés en 1992 et qui regroupent les supporters les moins actifs, les « FireSnake », créés en 2003 et qui regroupent les supporters franciliens, et enfin les « Socios ». En mars 2015, une quatrième association de supporters est créée, les « Cents Cravates ».

### Médias
Le club possède des médias officiels, notamment un site officiel lemansfc.fr, ainsi qu'une chaîne de télévision Onzéo. La station de radio France Bleu Maine est la radio officielle du club sarthois et permet de suivre en direct les matchs du Mans FC Pour compléter la couverture médiatique spécifiquement dédiée au club, le quotidien Le Maine libre propose dans son édition une gazette le jeudi précédant chaque match à domicile du Mans FC.
Par ailleurs , une chaîne Youtube de qualité nommée " le muciste " , retrace les moments forts du club avec des interviews inédites d'anciens joueurs.

### Affluence
Jusqu'à la première montée du club parmi l'élite en 2003, le MUC 72 attire un public modeste au stade Léon-Bollée. La saison 2003-2004, la première du club en Ligue 1, est également celle où le club a enregistré sa meilleure affluence avec une moyenne de 12 683 spectateurs à chaque match, soit un taux de remplissage de 76,4 %. Les affluences ont connu par la suite une légère baisse, jusqu'à l'entrée du club au MMArena en janvier 2011. Le club enregistre sa meilleure affluence pour la réception de l'AC Ajaccio, premier match dans le nouveau stade, le 29 janvier 2011, avec 24 375 spectateurs.

## Autres équipes

### Équipe réserve et de jeunes
Historiquement, l’équipe réserve du Mans Football Club servait de tremplin vers le groupe professionnel pour les jeunes du centre de formation. Depuis qu’elle eut remporté le championnat du Maine de Division d'Honneur en 1989, puis en 1997, l’équipe réserve évoluait dans les championnats nationaux accessibles aux réserves professionnelles. En 2005, elle est championne de son groupe de CFA 2, ce qui lui a permis d’évoluer en championnat de France amateur jusqu'à la liquidation de la structure professionnelle.
L'équipe réserve du Mans FC a atteint la finale du Championnat de France des réserves en 2011, s'inclinant face à la réserve de l'Olympique lyonnais.
À la suite de la liquidation de la structure professionnelle, l'équipe réserve a évolué deux saisons (2013-2015) en DSR Maine. Sous l'impulsion de Willy Bolivard, la saison 2014-2015 s'est soldée par une promotion au niveau supérieur afin d'atteindre la DH de la ligue du Maine à compter de la saison 2015-2016.
Le Mans FC compte par ailleurs nombre de formations de jeunes, de l’école de football aux juniors. En 2015-2016, les « U19 » et les « U17 », rassemblant respectivement les joueurs de moins de 19 ans et les joueurs de moins de 17 ans du club, évolueront dans leur championnat national respectif.
Le club a remporté la Coupe Gambardella en 2004, en s'imposant en finale face au Nîmes Olympique 2 buts à 0. L'équipe était alors entraînée par Arnaud Cormier, futur entraîneur de l'équipe première, et comptait dans ses rangs de nombreux joueurs qui sont passés professionnels au sein du Mans FC par la suite, parmi lesquels Mathieu Coutadeur, Martin Douillard, Guillaume Loriot, Clément Pinault ou Mamadou Samassa.
| Équipes réserves | Compétitions de jeunes                                                                    |
| --- | ----------------------------------------------------------------------------------------- |
| - Championnat de France des réserves - Finaliste (1) : 2011 - Championnat CFA2 (4) - Vainqueur : 1994,1998,1999, 2005 - Championnat DH Ligue du Maine (2) - Vainqueur : 1989, 1997 - Coupe du Maine (1) - Vainqueur : 2007 | - Coupe Gambardella (1) - Vainqueur : 2004 - Tournoi Carisport U19 (1) - Vainqueur : 2011 |

### Féminines
Le foot féminin au Mans est né en 1983 à l'USM (Union Sportive du Mans). L'appellation "MUC 72" est logiquement attribuée à l'équipe féminine du Mans en 2001, à la demande des joueuses désirant une plus grande reconnaissance, et par nécessité d'avoir une section féminine dans le club, comme dans tous les clubs de football professionnels.
En 2009, l'équipe féminine du MUC 72 atteint la finale du Challenge de France, équivalent féminin de la Coupe de France mais doivent s'incliner face à Montpellier, 3 buts à 1.
Lors de la saison 2009-2010, les Mancelles terminent à la première place du groupe B de D2 sans concéder la moindre défaite, et accèdent au championnat de Division 1. La saison suivante, les Mancelles, qui évoluent désormais sous l'appellation Le Mans FC, à l'instar de l'équipe masculine, terminent à la 10e place du championnat, synonyme de relégation. Elles évoluent depuis lors en Division 2 et ont été entraînées par Xavier Aubert. Les féminines du Mans FC évoluent toujours aujourd'hui en Division 2 sous la houlette de Christophe Charbonnier, le père du footballeur Gaëtan Charbonnier.
| Équipe féminine |
| --- |
| - Championnat de France de football féminin D2 (1) - Championne (Gr. B) en 2010 - Challenge de France féminin - Finaliste en 2009 |